# Grifte
Grifte ist ein Ortsteil der Gemeinde Edermünde im nordhessischen Schwalm-Eder-Kreis. Das Dorf liegt an der Mündung des Pilgerbachs in die Eder. Am 31. Dezember 2024 lebten auf den 550 ha Ortsfläche einschließlich 22 ha Wald 2021 Einwohner.

## Geschichte

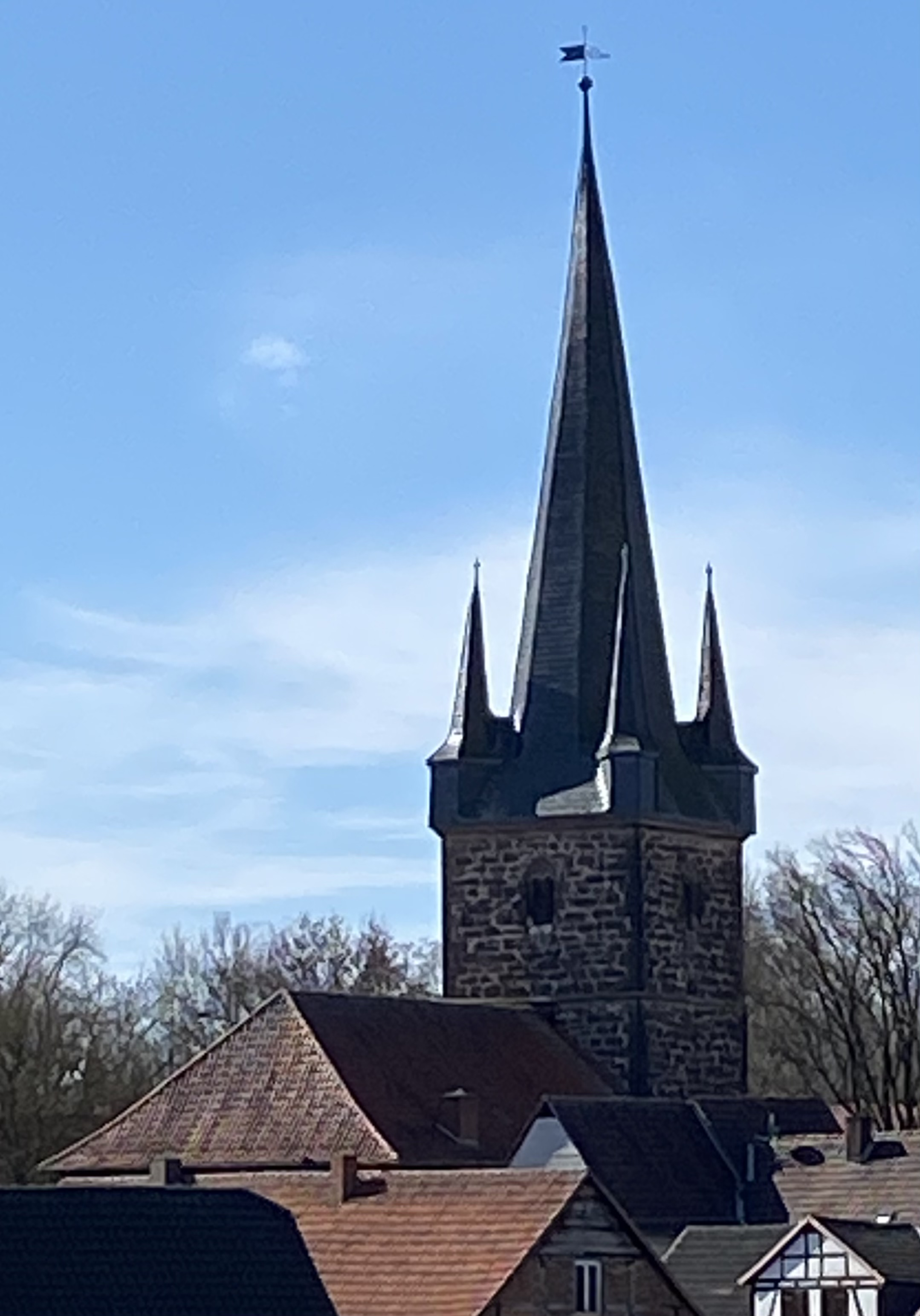
Evangelische Kirche (Grifte)

### Ortsgeschichte
Die Erwähnung von Grifte im Jahr 1081 als „Grifethe“ im Katalog der Schenkungen des Erzbischofs Siegfried von Mainz an das neu gegründete Kanonikerstift Hasungen gilt als Fälschung. Die Erwähnung von 1123 im Mainzer Urkundenbuch gilt hingegen als gesichert. Im Jahr 1342 wurde auf der im Jahre 1258 erstmals erwähnten und wohl recht bescheidenen Burg Grifte, die den Herren von Grifte als landgräflich-hessischen Lehnsmannen gehörte, Ekkebrecht von Grifte geboren. Die Burg stand unweit der Kirche am Hang und war im Jahre 1649 bereits verfallen. Zwei Mauern mit drei gefassten Rechtecktüren und mit Schlitzscharten an der Außenseite, Reste eines großen gotischen Gebäudes unmittelbar nördlich der Kirche, sind wohl Überbleibsel der einstigen Burg. Die Herren von Grifte starben 1597 im Mannesstamm mit Kurt von Grifte aus, und ihre Burg wurde danach offensichtlich nicht mehr genutzt, es sei denn als Steinbruch.
Vom Januar 1946 bis September 1947 existierte in Grifte eine jüdische Gemeinde mit Displaced persons aus dem Ort.

### Hessische Gebietsreform
Im Zuge der Gebietsreform in Hessen wurde zum 31. Dezember 1971 die Gemeinde Edermünde durch den Zusammenschluss der bisherigen Gemeinden Grifte, Haldorf und „Holzhausen am Hahn“ neu gebildet. Sitz der Gemeindeverwaltung wurde Holzhausen am Hahn. Am 1. Januar 1974 wurden Edermünde und die bis dahin eigenständige Gemeinde Besse kraft Landesgesetz zur neuen Großgemeinde Edermünde zusammengeschlossen. Es wurden keine Ortsbezirke errichtet.

## Bevölkerung
Einwohnerstruktur 2011
Nach den Erhebungen des Zensus 2011 lebten am Stichtag, dem 9. Mai 2011, in Grifte 1827 Einwohner. Darunter waren 60 (3,3 %) Ausländer. Nach dem Lebensalter waren 276 Einwohner unter 18 Jahren, 702 zwischen 18 und 49, 429 zwischen 50 und 64 und 417 Einwohner waren 65 und älter. Die Einwohner lebten in 549 Haushalten. Davon waren 243 Singlehaushalte, 261 Paare ohne Kinder und 273 Paare mit Kindern, sowie 63 Alleinerziehende und 9 Wohngemeinschaften. In 177 Haushalten lebten ausschließlich Senioren und in 543 Haushaltungen lebten keine Senioren.
Einwohnerentwicklung
| Quelle: Historisches Ortslexikon |                                            |
| • 1575/85:                       | 29 Hausgesesse                             |
| • 1639:                          | 18 verheiratete, 3 verwitwete Hausgesesse. |
| • 1682:                          | 18 Hausgesesse                             |
| • 1742:                          | 45½ Häuser, 268 Einwohner                  |

| Grifte: Einwohnerzahlen von 1834 bis 2024 | Grifte: Einwohnerzahlen von 1834 bis 2024 | Grifte: Einwohnerzahlen von 1834 bis 2024 | Grifte: Einwohnerzahlen von 1834 bis 2024 | Grifte: Einwohnerzahlen von 1834 bis 2024 |
| --- | ----------------------------------------- | ----------------------------------------- | ----------------------------------------- | ----------------------------------------- |
| Jahr |                                           |                                           |                                           | Einwohner                                 |
| 1834 | 1834                                      |                                           | 487                                       | 487                                       |
| 1840 | 1840                                      |                                           | 525                                       | 525                                       |
| 1846 | 1846                                      |                                           | 567                                       | 567                                       |
| 1852 | 1852                                      |                                           | 577                                       | 577                                       |
| 1858 | 1858                                      |                                           | 562                                       | 562                                       |
| 1864 | 1864                                      |                                           | 597                                       | 597                                       |
| 1871 | 1871                                      |                                           | 604                                       | 604                                       |
| 1875 | 1875                                      |                                           | 637                                       | 637                                       |
| 1885 | 1885                                      |                                           | 658                                       | 658                                       |
| 1895 | 1895                                      |                                           | 725                                       | 725                                       |
| 1905 | 1905                                      |                                           | 807                                       | 807                                       |
| 1910 | 1910                                      |                                           | 845                                       | 845                                       |
| 1925 | 1925                                      |                                           | 961                                       | 961                                       |
| 1939 | 1939                                      |                                           | 1.140                                     | 1.140                                     |
| 1946 | 1946                                      |                                           | 1.675                                     | 1.675                                     |
| 1950 | 1950                                      |                                           | 1.695                                     | 1.695                                     |
| 1956 | 1956                                      |                                           | 1.540                                     | 1.540                                     |
| 1961 | 1961                                      |                                           | 1.543                                     | 1.543                                     |
| 1967 | 1967                                      |                                           | 1.722                                     | 1.722                                     |
| 1980 | 1980                                      |                                           | ?                                         | ?                                         |
| 1990 | 1990                                      |                                           | ?                                         | ?                                         |
| 2000 | 2000                                      |                                           | ?                                         | ?                                         |
| 2011 | 2011                                      |                                           | 1.827                                     | 1.827                                     |
| 2016 | 2016                                      |                                           | 1.858                                     | 1.858                                     |
| 2022 | 2022                                      |                                           | 1.863                                     | 1.863                                     |
| 2024 | 2024                                      |                                           | 2.021                                     | 2.021                                     |
| Datenquelle: Historisches Gemeindeverzeichnis für Hessen: Die Bevölkerung der Gemeinden 1834 bis 1967. Wiesbaden: Hessisches Statistisches Landesamt, 1968. Weitere Quellen: LAGIS; Gemeinde Edermünde: |                                           |                                           |                                           |                                           |

Historische Religionszugehörigkeit
| Quelle: Historisches Ortslexikon |                                                                      |
| • 1861:                          | alle Einwohner evangelisch-reformiert                                |
| • 1885:                          | 0658 evangelische (= 100,00 %) Einwohner                             |
| • 1961:                          | 1345 evangelische (= 87,17 %), 175 katholische (= 11,34 %) Einwohner |

Historische Erwerbstätigkeit
| • 1961: | Erwerbspersonen: 105 Land- und Forstwirtschaft, 316 Produzierendes Gewerbe, 174 Handel und Verkehr, 98 Dienstleistungen und Sonstiges |

## Verkehr

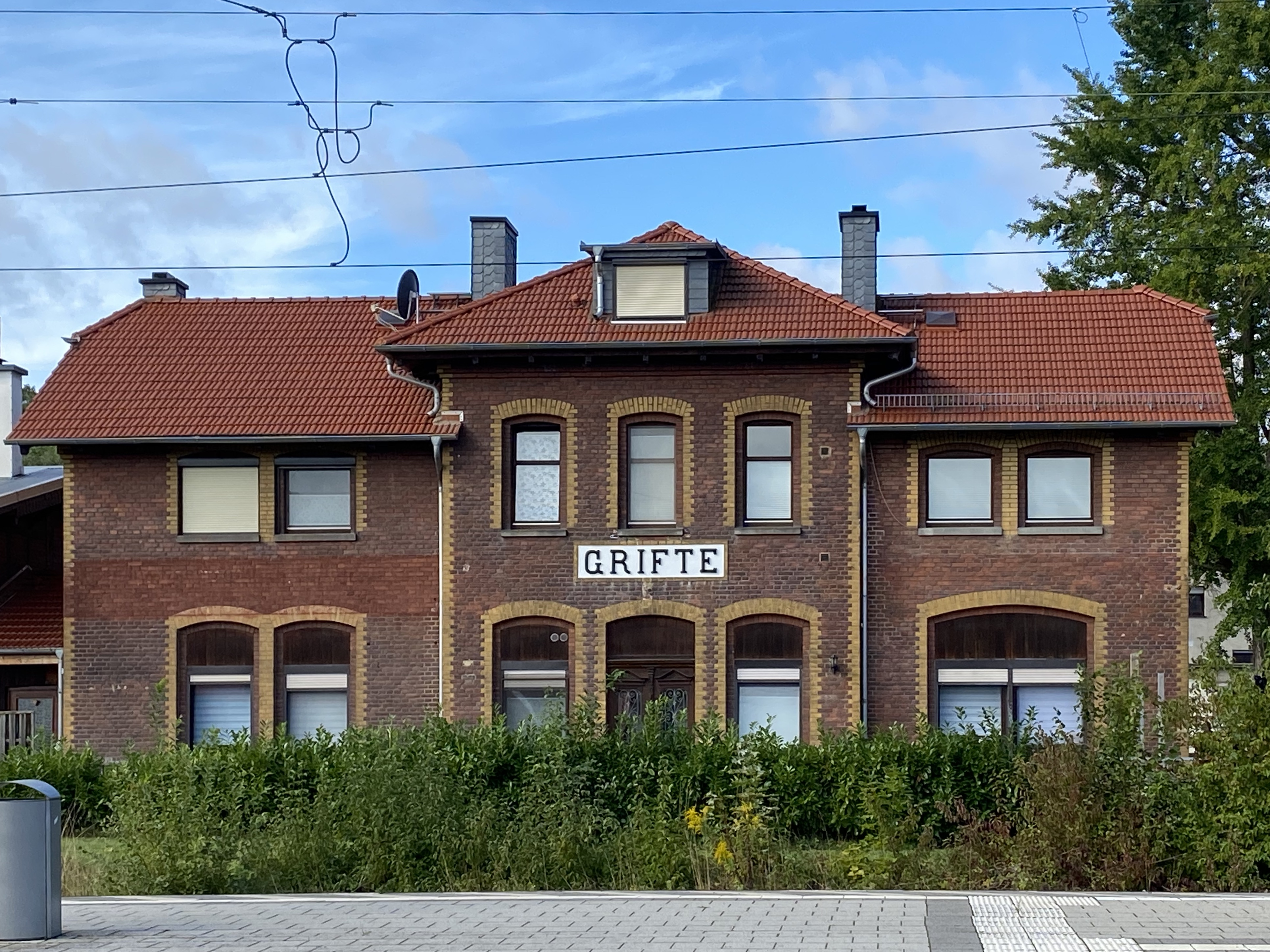
Ehemaliges Bahnhofsgebäude

Grifte hat einen Bahnhof an der Main-Weser-Bahn. Die 1899 in Betrieb genommene Grifte-Gudensberger Kleinbahn, die in Grifte an die Main-Weser-Bahn Anschluss hatte, wurde 1979 stillgelegt und wird als Bahntrassenradweg verwendet. Heute hält in Grifte die Regionalbahnlinie RB39 nach Kassel bzw. Bad Wildungen sowie die Regionalexpresslinie RE98 nach Frankfurt am Main. Montag bis Freitag fahren in den Hauptverkehrszeiten auch einzelne Züge der Regionalbahnlinie RB38 nach Zimmersrode bzw. weiter bis Treysa.
| Linie | Verlauf | Takt                     | Betreiber        |
| ----- | --- | ------------------------ | ---------------- |
| RB38  | Kassel Hbf – Kassel-Wilhelmshöhe – Kassel-Oberzwehren – Baunatal-Rengershausen – Baunatal-Guntershausen – Edermünde-Grifte – Felsberg-Wolfershausen – Felsberg-Altenbrunslar – Felsberg-Gensungen – Wabern (Bz Kassel) – Singlis – Borken (Hess) – Zimmersrode – Schlierbach (Kr Schwalm-Eder) – Treysa Stand: Fahrplanwechsel Dezember 2021 | einzelne Fahrten zur HVZ | DB Kurhessenbahn |
| RB39  | Kassel Hbf – Kassel-Wilhelmshöhe – Kassel-Oberzwehren – Baunatal-Rengershausen – Baunatal-Guntershausen – Edermünde-Grifte – Felsberg-Wolfershausen – Felsberg-Altenbrunslar – Felsberg-Gensungen – Wabern (Bz Kassel) – Zennern – Fritzlar – Ungedanken – Mandern – Wega – Bad Wildungen Stand: Fahrplanwechsel Dezember 2024 | 120 min (mit Lücken)     | DB Kurhessenbahn |
| RE98  | Main-Sieg-Express: Kassel Hbf – Kassel-Wilhelmshöhe – Baunatal-Guntershausen – Edermünde-Grifte – Felsberg-Wolfershausen – Felsberg-Altenbrunslar – Felsberg-Gensungen – Wabern (Bz Kassel) – Singlis – Borken (Hess) – Zimmersrode – Schlierbach (Kr Schwalm-Eder) – Treysa – Schwalmstadt-Wiera – Neustadt (Kr Marburg) – Stadtallendorf – Kirchhain (Bz Kassel) – Marburg (Lahn) – Gießen – Friedberg (Hess) – Frankfurt (Main) West (einzelne Züge im Berufsverkehr) – Frankfurt (Main) Hbf Gießen – Frankfurt vereinigt mit RE 99 von Siegen Stand: Fahrplanwechsel Dezember 2021 | 120 min                  | HLB Hessenbahn   |

Nach der Eröffnung der Bahnlinie siedelte sich auch bedeutendes Gewerbe in Grifte an, darunter die Dachpappenfabrik Dr. Riehm neben dem Bahnhof, die von 1894 bis 1967 Bitumen- und Teerprodukte herstellte. Das Unternehmen wurde 1967 von der Fa. Oppermann übernommen, die bis 1993 unter dem alten Namen u. a. Unterbodenschutz herstellte, ehe der Betrieb nach Hann. Münden verlegt wurde. Die seit 2003 erfolgten Sanierungsmaßnahmen wegen Bodenkontamination auf dem ehemaligen Grifter Betriebsgelände wurden 2007 abgeschlossen.
Grifte hat seit 1972 das Segelfluggelände Grifte am Baunatalweg. Betreiber ist der Niederhessische Verein für Luftfahrt e. V.

## Persönlichkeiten
- Ekkebrecht von Grifte (* 1342? auf der Burg Grifte; † nach 1406), landgräflich-hessischer Amtmann und Burgvogt
- Paul Heidelbach (1870–1954), Mundartdichter, siedelte 1935 von Kassel nach Grifte um.
- Wilhelm Sinning (1889–1968), Reichs- und Bundesrichter